# Lukas Christinat
Lukas Christinat (* 27. September 1965 in Burgdorf, Kanton Bern) ist ein Schweizer Hornist. Er war von 1991 bis 2024 Solohornist im Luzerner Sinfonieorchester und seit 2000 ist er Professor für Horn und Kammermusik an der Hochschule Luzern – Musik.

## Leben
Christinat wuchs in Burgdorf auf. Nach der Schulzeit studierte er am Konservatorium Luzern bei Francesco Raselli. Nach dessen  Tod setzte er seine Studien an der Folkwang Hochschule in Essen bei Hermann Baumann fort. 1990 schloss Lukas Christinat das Studium mit dem Solistendiplom am Konservatorium Luzern bei Jakob Hefti ab. Von 1991 bis 2024 war er Solohornist im Luzerner Sinfonieorchester und war Preisträger des «Edwin-Fischer-Gedenkpreises» und der «Friedel-Wald-Stiftung». Konzerte und Meisterkurse führen ihn durch  Europa, USA, Brasilien, China und Japan. Er ist Mitglied der Chamber Soloists Lucerne und dem Swiss Brass Consort.
Seit Herbst 2000 ist er Professor für Horn und Kammermusik an der Hochschule Luzern Musik. Des Weiteren unterrichtet er an der Musikschule Sarnen, ist Initiant des Internationalen Hornfestivals Obwalden und leitet die Horngruppe Obwalden.